# The Rolling Stones (boek)
The Rolling Stones (VS; in het VK uitgegeven als Space Family Stone) is een boek van de hand van Robert A. Heinlein uit 1952. Het beschrijft de avonturen van de familie Stone, bestaande uit drie generaties, terwijl ze met hun ruimteschip door het zonnestelsel trekken.

## Fictionele wereld
Het boek speelt zich af in het zonnestelsel, in de niet te verre toekomst. De mensheid heeft het zonnestelsel gekoloniseerd, maar niet verlaten. De Maan heeft zich vrijgevochten en is een onafhankelijke politieke eenheid.

### Techniek
De techniek heeft ruimteschepen mogelijk gemaakt, voortgedreven door raketten; ruimteschepen benutten kernsplitsing om reactiemassa (bij voorkeur waterstof) uit te stoten. Er is een grote rol voor gyroscopen, die mechanisch gekoppeld worden.

## Algemene karakteristieken
De familie vertrekt van de Maan, waar ze een tijd heeft gewoond, bezoekt Mars en gaat dan door naar de asteroïden. Een belangrijk thema is hoe vader Stone de rest van de familie de baas probeert te blijven, en hoe dat beter lukt vanuit de formele rol als gezagvoerder van een ruimteschip. De familie is mooi traditioneel samengesteld: vader, moeder, vier kinderen (drie jongens, een meisje), plus grootmoeder. Een ander thema is handel: hoe te voorspellen wat er waar succesvol zal verkopen, en hoe aan handel ook iets over te houden. In de praktijk bestaat de familie uit de opbrengsten van een avonturenserie voor een groot publiek, geschreven door eerst vader (een Heinlein-thema dat ook voorkomt in Stranger in a Strange Land, waarmee dit boek ook oorspronkelijke Mars-bewoners gemeen heeft), en later door grootmoeder.
Opmerkenswaardig is de buitenaardse levensvorm "flat cat", die sterke overeenkomsten heeft met de latere tribble uit de televisieserie Star Trek.